# Liste der Landkreise und kreisfreien Städte in Hessen
Das Land Hessen ist in insgesamt 21 Landkreise sowie fünf kreisfreie Städte untergliedert. Diese Liste der Landkreise und kreisfreien Städte in Hessen gibt darüber eine allgemeine Übersicht samt deren wichtigsten Daten. Die derzeitige Verwaltungsgliederung des Landes kam durch die Kreisreform von 1972 bis 1979 zustande, bei der die bisherigen 39 Landkreise und neun kreisfreien Städte neu gegliedert wurden. Keinen Bestand hatte die 1977 gebildete Stadt Lahn aus den 15 km entfernt liegenden Städten Gießen und Wetzlar sowie 21 weiteren, teilweise sehr dörflich geprägten Stadtteilen. Nach heftigem Widerstand wurde die Stadt Lahn nach nur 31 Monaten aufgelöst.
Das Land Hessen ist mit 21.115,69 Quadratkilometern flächenmäßig das siebtgrößte Bundesland der Bundesrepublik Deutschland. Nach Einwohnerzahlen steht es mit 6.267.546 Menschen an fünfter Stelle. Die durchschnittliche Bevölkerungsdichte beträgt 297 Einwohner pro Quadratkilometer, wobei diese innerhalb der einzelnen Landkreise stark variieren kann. So beträgt die Bevölkerungsdichte in der kreisfreien Stadt Frankfurt am Main 3019 Einwohner pro Quadratkilometer, im Main-Taunus-Kreis 1072 Einwohner pro Quadratkilometer und im Vogelsbergkreis nur 70 Einwohner pro Quadratkilometer. Bevölkerungsreichster Landkreis ist der Main-Kinzig-Kreis mit 419.055 Einwohnern, bevölkerungsärmster der Odenwaldkreis mit 94.246 Einwohnern. Die größte kreisfreie Stadt ist Frankfurt am Main mit 749.596 Einwohnern. Flächenmäßig größter Landkreis ist der Landkreis Waldeck-Frankenberg, der mit 1.848,70 Quadratkilometern nach der Größe der Landkreise in Deutschland an 38. Stelle steht. Der kleinste Landkreis ist mit 222,52 Quadratkilometern der Main-Taunus-Kreis.
Die kreisfreien Städte- und Landkreise sind seit 1981 drei, zuvor zwei Regierungsbezirken zugeordnet:
| Regierungsbezirk           | Wappen                  | Verwaltungssitz | Landkreise | kreisfreie Städte |
| -------------------------- | ----------------------- | --------------- | ---------- | ----------------- |
| Regierungsbezirk Darmstadt | Landeswappen von Hessen | Darmstadt       | 10         | 4                 |
| Regierungsbezirk Gießen    | Landeswappen von Hessen | Gießen          | 5          | 0                 |
| Regierungsbezirk Kassel    | Landeswappen von Hessen | Kassel          | 6          | 1                 |
| Land Hessen                | Landeswappen von Hessen | Wiesbaden       | 21         | 5                 |

## Aufbau
Die nachfolgende Liste ist folgendermaßen aufgebaut:
- Landkreis, kreisfreie Stadt: Name des Landkreises beziehungsweise der kreisfreien Stadt
- Kreisstadt: Name der Kreisstadt: Bei den kreisfreien Städten ist die Zelle leer.
- Wappen: offizielles Wappen des Landkreises beziehungsweise der kreisfreien Stadt
- Reg.-Bez., Lage: Regierungsbezirk und Lagekarte der Landkreise beziehungsweise der kreisfreien Städte innerhalb des Landes Hessen
- Kfz: Kraftfahrzeugkennzeichen der jeweiligen Gebietskörperschaft
- Ew: Einwohnerzahl der jeweiligen Gebietskörperschaft mit Stand vom 31. Dezember 2023[1]
- Fläche: Fläche der jeweiligen Gebietskörperschaft in Quadratkilometern (km²)[2]
- Ew/km²: Bevölkerungsdichte in Einwohnern je Quadratkilometer
- Bemerkungen: weitere Informationen bezüglich geografischer Besonderheiten der jeweiligen Städte und Kreise, darunter etwa Berge, Flüsse und größere Seen
- Bild: ein typisches Bild aus der Region, mit der die jeweilige Gebietskörperschaft identifiziert wird

## Übersicht
| Landkreis, kreisfreie Stadt          | Kreisstadt               | Wappen      | Reg.-Bez. Lage | Kfz              | Ew        | Fläche (in km²) | Ew./km² | Bemerkungen | Bild                               |
| ------------------------------------ | ------------------------ | ----------- | -------------- | ---------------- | --------- | --------------- | ------- | --- | ---------------------------------- |
| Bergstraße                           | Heppenheim (Bergstraße)  |             | Darmstadt      | HP               | 274.484   | 719,49          | 381     | grenzt an Rheinland-Pfalz und Baden-Württemberg, Rhein ist Westgrenze, die südlichsten Gemeinden liegen am Neckar; Teile des Odenwalds und des Hessischen Rieds im Kreisgebiet; besteht aus zwei räumlich getrennten Teilen; entstand 1938 aus den Kreisen Bensheim und Heppenheim | Rathaus in Heppenheim              |
| Darmstadt-Dieburg                    | Darmstadt                |             | Darmstadt      | DA, DI           | 302.263   | 658,61          | 459     | grenzt an Bayern; Teile des Odenwalds im Kreisgebiet; entstand 1977 aus den Landkreisen Darmstadt und Dieburg | Grube Messel                       |
| Darmstadt (kreisfreie Stadt)         |                          |             | Darmstadt      | DA               | 164.832   | 122,07          | 1350    | trägt den Beinamen Wissenschaftsstadt; bis 1945 hessische Landeshauptstadt; seit 1938 kreisfreie Stadt | Luisenplatz                        |
| Frankfurt am Main (kreisfreie Stadt) |                          |             | Darmstadt      | F                | 749.596   | 248,31          | 3019    | bevölkerungsreichste Verwaltungseinheit Hessens; Flüsse: Main und Nidda; Sitz der Europäischen Zentralbank | Frankfurter Skyline                |
| Fulda                                | Fulda                    |             | Kassel         | FD               | 222.688   | 1.380,42        | 161     | höchster Berg Hessens Wasserkuppe in der Rhön, Fluss: Fulda; grenzt an Bayern und Thüringen; entstand 1972 aus den Landkreisen Fulda und Hünfeld, 1974 um die kreisfreie Stadt Fulda vergrößert                                                                                    | Wasserkuppe                        |
| Gießen                               | Gießen                   |             | Gießen         | GI               | 268.141   | 854,56          | 314     | Fluss: Lahn; Landschaften: Wetterau und Vogelsberg; gegründet 1821; war 1977–1979 Teil des damaligen Lahn-Dill-Kreises, Stadt Gießen war 1939–1979 kreisfrei | Altstadt von Grünberg              |
| Groß-Gerau                           | Groß-Gerau               |             | Darmstadt      | GG               | 267.920   | 453,03          | 591     | Mündung des Main in den Rhein; Teil des Hessischen Rieds im Kreisgebiet; grenzt an Rheinland-Pfalz; gegründet 1821 | Altes Rathaus in Groß-Gerau        |
| Hersfeld-Rotenburg                   | Bad Hersfeld             |             | Kassel         | HEF, ROF         | 118.010   | 1.097,75        | 108     | auch als Waldhessen bezeichnet; Flüsse: Fulda und Werra; Knüllgebirge; grenzt an Thüringen; entstand 1972 aus den Landkreisen Hersfeld und Rotenburg (Fulda) | Stiftsruine Bad Hersfeld           |
| Hochtaunuskreis                      | Bad Homburg vor der Höhe |             | Darmstadt      | HG, USI          | 240.622   | 481,84          | 499     | liegt fast vollständig im Taunus; höchste Erhebung ist der Große Feldberg; entstand 1972 aus dem Obertaunuskreis und dem Landkreis Usingen | Kaiser-Wilhelms-Bad in Bad Homburg |
| Kassel                               | Kassel                   |             | Kassel         | KS, HOG, WOH     | 230.742   | 1.293,32        | 178     | grenzt an Niedersachsen und Nordrhein-Westfalen; Flüsse: Fulda, Werra und Weser; entstanden 1972 aus den Landkreisen Hofgeismar, Kassel und Wolfhagen | Fulda-Viadukt                      |
| Kassel (kreisfreie Stadt)            |                          |             | Kassel         | KS               | 197.065   | 106,80          | 1845    | trägt den Beinamen documenta-Stadt; Fluss: Fulda | Herkules                           |
| Lahn-Dill-Kreis                      | Wetzlar                  |             | Gießen         | LDK, DIL, WZ     | 254.444   | 1.066,30        | 239     | grenzt an Rheinland-Pfalz und Nordrhein-Westfalen; Flüsse: Lahn und Dill; entstand 1977 aus dem Landkreis Gießen dem Landkreis Wetzlar und dem Dillkreis, Hauptstadt war die kreisfreie Stadt Lahn, 1979 wurde Gießen wieder abgetrennt.                                           | Dom und Altstadt Wetzlar           |
| Limburg-Weilburg                     | Limburg an der Lahn      |             | Gießen         | LM, WEL          | 174.281   | 738,44          | 236     | grenzt an Rheinland-Pfalz; Fluss: Lahn; entstand 1974 aus dem Landkreis Limburg und dem Oberlahnkreis | Limburger Dom                      |
| Main-Kinzig-Kreis                    | Gelnhausen               |             | Darmstadt      | MKK, HU, GN, SLÜ | 419.055   | 1.397,33        | 300     | bevölkerungsreichster Flächenkreis; bis 2005 war Hanau Kreisstadt; Flüsse Main und Kinzig, grenzt an Bayern; entstand 1974 aus den Landkreisen Gelnhausen, Hanau, Schlüchtern und der Stadt Hanau; für die Stadt Hanau nur Kennzeichen HU                                          | Schloss Philippsruhe in Hanau      |
| Main-Taunus-Kreis                    | Hofheim am Taunus        |             | Darmstadt      | MTK              | 238.593   | 222,52          | 1072    | kleinster Flächenkreis Deutschlands; Kreis mit der größten Bevölkerungsdichte in Hessen; Fluss: Main; Gebirge: Taunus; entstand 1928 aus Teilen der Kreise Höchst, Königstein und Wiesbaden; Kreisstadt bis 1987 war Frankfurt-Höchst                                              | Hundertwasser-Haus in Bad Soden    |
| Marburg-Biedenkopf                   | Marburg                  |             | Gießen         | MR, BID          | 243.093   | 1.262,37        | 193     | grenzt an Nordrhein-Westfalen; Fluss: Lahn; entstand 1974 aus den Landkreisen Biedenkopf und Marburg und der kreisfreien Stadt Marburg an der Lahn | Marburg, Oberstadt                 |
| Odenwaldkreis                        | Erbach                   |             | Darmstadt      | ERB              | 94.246    | 623,99          | 151     | bevölkerungsärmster Kreis Hessens; liegt im mittleren Teil des Odenwalds; grenzt an Bayern und Baden-Württemberg; entstand 1872 aus den Kreisen Erbach und Neustadt, Name bis 1972: Landkreis Erbach                                                                               | Altstadt von Erbach                |
| Offenbach                            | Dietzenbach              |             | Darmstadt      | OF               | 356.578   | 356,23          | 1001    | grenzt an Bayern; Fluss: Main, gegründet 1832, seit 2002 ist Dietzenbach Kreisstadt, vorher Offenbach | Schloss Heusenstamm                |
| Offenbach am Main (kreisfreie Stadt) |                          |             | Darmstadt      | OF               | 131.845   | 44,88           | 2938    | kleinste kreisfreie Stadt Hessens; Fluss: Main; seit 1938 kreisfrei | Büsing-Palais                      |
| Rheingau-Taunus-Kreis                | Bad Schwalbach           |             | Darmstadt      | RÜD, SWA         | 186.050   | 811,42          | 229     | grenzt an Rheinland-Pfalz, Fluss: Rhein; Gebirge: Taunus; entstand 1977 aus dem Rheingaukreis und dem Untertaunuskreis | Niederwalddenkmal                  |
| Schwalm-Eder-Kreis                   | Homberg (Efze)           |             | Kassel         | HR, FZ, MEG, ZIG | 180.368   | 1.539,00        | 117     | Borkener Braunkohlerevier, aus dem das Borkener Seenland entsteht; Flüsse: Eder und Schwalm; entstand 1974 aus den Landkreisen Fritzlar-Homberg, Melsungen und Ziegenhain | Borkener See                       |
| Vogelsbergkreis                      | Lauterbach (Hessen)      |             | Gießen         | VB               | 101.494   | 1.458,91        | 70      | am dünnsten besiedelter Kreis Hessens; benannt nach einem erloschenen Vulkan Vogelsberg; entstand 1972 aus den Landkreisen Alsfeld und Lauterbach | Hoherodskopf, Vogelsberg           |
| Waldeck-Frankenberg                  | Korbach                  |             | Kassel         | KB, FKB, WA      | 155.135   | 1.848,70        | 84      | flächenmäßig größter Kreis Hessens; grenzt an Nordrhein-Westfalen; Nationalpark Kellerwald-Edersee mit dem Edersee (flächenmäßig zweitgrößter Stausee Deutschlands); Fluss: Eder; entstand 1974 aus den Landkreisen Frankenberg und Waldeck                                        | Edersee                            |
| Werra-Meißner-Kreis                  | Eschwege                 |             | Kassel         | ESW, WIZ         | 98.055    | 1.024,84        | 96      | grenzt an Thüringen und Niedersachsen; Fluss Werra; Berg: Hoher Meißner; entstand 1974 aus den Landkreisen Eschwege und Witzenhausen | Hoher Meißner                      |
| Wetteraukreis                        | Friedberg (Hessen)       |             | Darmstadt      | FB, BÜD          | 310.705   | 1.100,69        | 282     | Wetterau mit Fluss Nidda; entstand 1972 aus den Landkreisen Büdingen und Friedberg in Hessen | Sprudelhof in Bad Nauheim          |
| Wiesbaden (Landeshauptstadt)         |                          |             | Darmstadt      | WI               | 287.241   | 203,87          | 1409    | Landeshauptstadt; Flüsse: Rhein und Main, zweitgrößte Stadt Hessens; auf der gegenüberliegenden Rheinseite liegt die rheinland-pfälzische Hauptstadt Mainz; Thermal- und Bäderstadt                                                                                                | Kurhaus Wiesbaden                  |
| Land Hessen                          | Land Hessen              | Land Hessen | Land Hessen    | Land Hessen      | 6.267.546 | 21.115,69       | 297     | |                                    |